# 第四十五届超级碗
第四十五屆超級盃（Super Bowl XLV），是國家美式足球聯盟第四十五屆超級盃，於2011年2月6日舉行。由美國美式足球聯會匹茲堡鋼人對國家美式足球聯會綠灣包裝工。賽事在美國德克薩斯州阿靈頓牛仔球場舉行，最终綠灣包装工以31-25戰勝匹兹堡鋼人，捧得超級盃。
與近幾屆超級盃比賽不同，參加此次比賽的兩個球隊在此之前均獲得過多次冠軍：綠灣包裝工是NFL歷史上奪冠次數最多的球隊（超級盃舉辦之前獲得過9次NFC冠軍，超級盃時代獲得過三次冠軍）；而匹茲堡鋼人獲得過6次超級盃的勝利，是所有NFL球隊中最多的。此次比賽是綠灣包裝工第五次進入超級盃，也是NFC聯盟歷史上第一支以六號種子身份進入超級盃的球隊，其常規賽戰績爲10-6。匹茲堡鋼人則在常規賽取得了12-4的戰績，以AFC二號種子的身份進入超級盃，同時也追平了達拉斯牛仔8次進入超級盃的記錄。